# アトラスグローバル
アトラスグローバル (AtlasGlobal) 、旧アトラスジェット (AtlasJet) は、トルコのイスタンブールを拠点とする航空会社である。

## 歴史
同社は2001年3月14日に設立され、2001年6月1日に運航を開始した。かつての社名は「アトラスジェット国際航空」 (Atlasjet International Airlines) であり、Öger Holdings の子会社であった。2004年にETSグループが株式45パーセントを取得し、2006年2月には Öger Holdings から株式を取得し90パーセントを保有していた。
2015年4月1日、ブランド名が「アトラスグローバル」に変更された。
2019年11月26日、資金繰りの悪化を理由に運航を一時停止。これは2015年から2016年に遡るトルコでのクーデターやテロによる旅行需要の低迷をきっかけとし、2018年下半期の急激なリラ安の影響を受けた国内旅行の減少などが要因とされた。こうした需要減による経営悪化は利益を確保し持ち直し始めていたものの、2016年と2017年に生じた損失をカバーするにはまだ十分でないとし、この間に経費削減のためのリストラ計画を進め、キャッシュフローを改善するとしていた。
2019年12月22日、イスタンブール発ロンドン行きのフライトを皮切りに運航を再開。
2020年2月14日、資金繰り難を理由に裁判所に破産法の適用を申請し、事実上倒産した。

## 就航都市
主にイスタンブールのアタテュルク国際空港を拠点としてトルコ国内に14路線を持ち、国際路線においてもイギリス・ロンドン、北キプロスのエルジャン国際空港、イングランド・マンチェスター、セルビア・ニシュに定期便を持つ他、ヨーロッパ各地にチャーター路線を有する。

## 保有機材

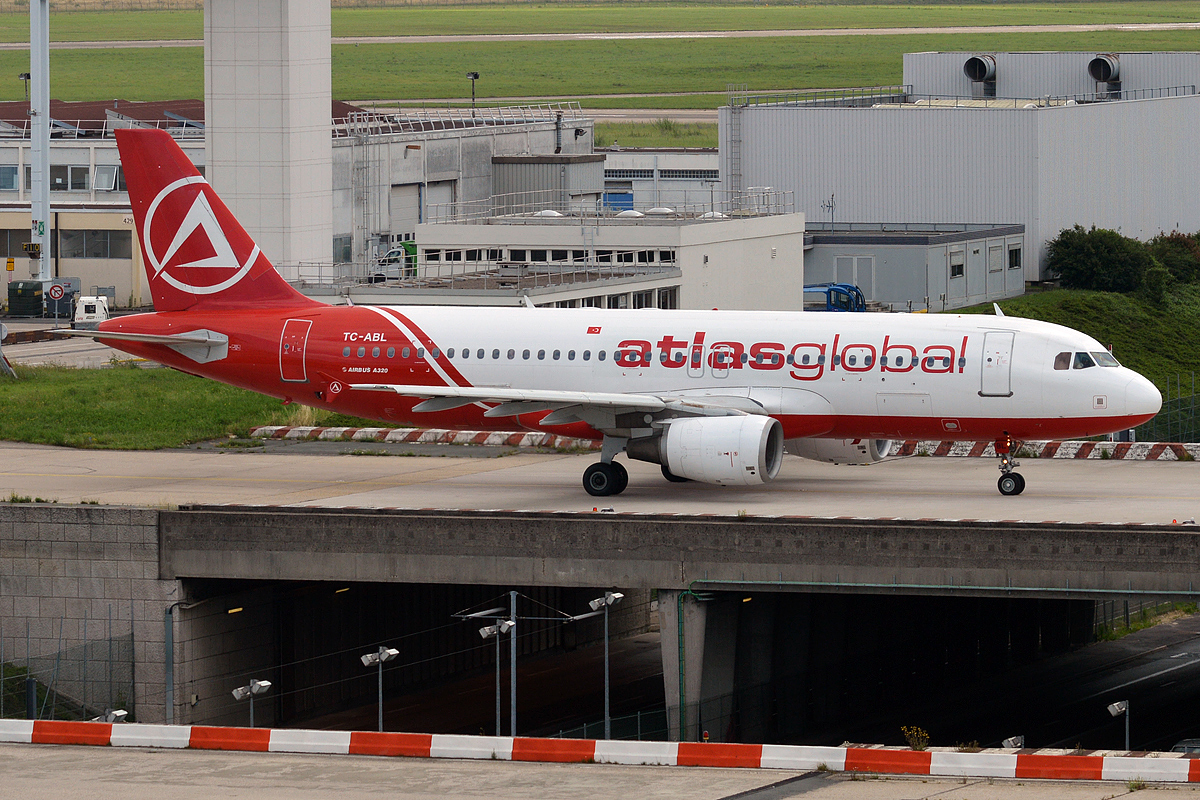
アトラスグローバルのエアバスA320-200

2017年2月現在、アトラスグローバルが保有する機材は以下のとおりである。

## 事件・事故

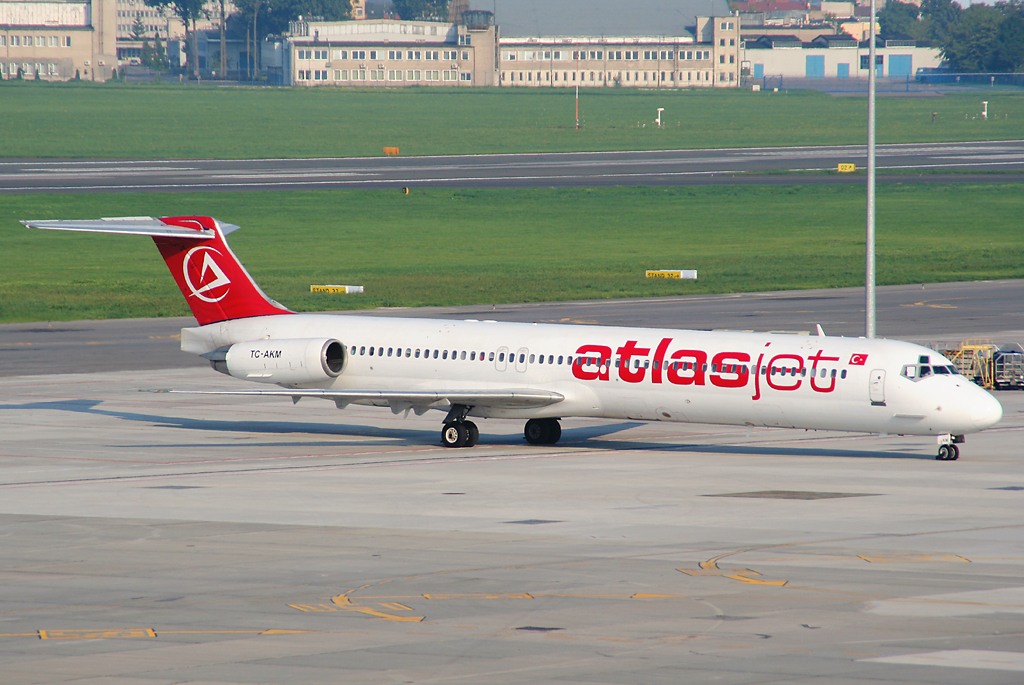
アトラスジェット4203便墜落事故で喪失した機体。ワルシャワ・ショパン空港にて撮影（2007年）。

- 2007年8月18日、エルジャン国際空港（北キプロス）発イスタンブール（トルコ）行きのアトラスジェット1011便（機材：マクドネル・ダグラス MD-83、機体記号TC-AKN）が離陸直後に乗客2人によってハイジャックされた。犯人はアルカーイダのメンバーであり爆発物を持っていると主張し、イラン・テヘランへダイバートするよう操縦士に要求した。しかし、現地時間8時15分に、公式には燃料補給のため、トルコのアンタルヤ空港へ着陸した。現地当局との交渉が行われ、搭乗者のうち女性と子供全員が解放された。その際、その他の乗客と乗員が逃げようとして騒動が発生し、ハイジャック犯が降伏した。乗客138人と乗員5人に大きな怪我はなかった[13]。
- 2007年11月30日、イスタンブール発ウスパルタ行きのアトラスジェット4203便（機材：マクドネル・ダグラス MD-83、機体記号TC-AKM）がウスパルタ・スュレイマン・デミレル空港への着陸進入中に墜落し、乗客50人と乗員7人全員が死亡した（アトラスジェット4203便墜落事故）[14]。事故機はワールド・フォーカス航空からウェット・リースしていた。

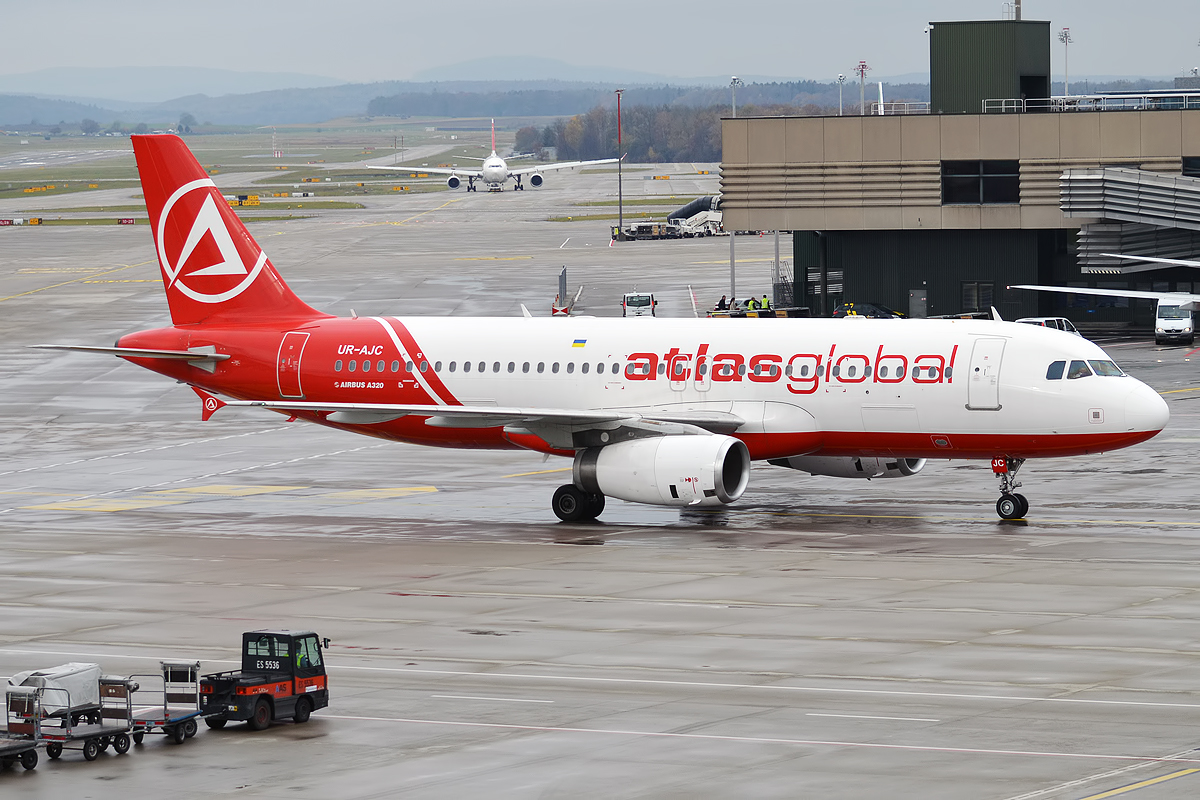
事故機のUR-AJC

- 2017年7月27日、イスタンブール（トルコ）発エルジャン国際空港（北キプロス）行きのアトラスグローバル1010便（機材：エアバスA320、機体記号UR-AJC）は、離陸から約10分後、突然に機体のウィンドシールド全面に多数のヒビが入り、パイロットたちは完全に視界を失う事態に陥った。また、客席の窓もいくつかヒビが入った。機体は自動操縦の機能を失い、ウクライナ人の機長が手動で操縦せざるを得なくなった。すぐにもコックピットクルーはメーデーを管制官に通告し、アタテュルク国際空港へと引き返した。機体は着陸進入時に右へ少し傾きつつも接地し、無事滑走路35Lに降りた。離陸から緊急着陸まで25分間の出来事である。調査の結果、1010便には巨大な雹が衝突していたことが判明。機体のノーズコーンは雹が激しくぶつかったために見るも無残な状態になったが、1010便に搭乗していた乗員・乗客は127人全員が無事だった[15][16]。